# Йдіть далі
«Йдіть далі» (англ. Move On) — американська короткометражна кінокомедія режисера Біллі Гілберта 1917 року.

## Сюжет
Гарольд-поліцейський закохується в дівчину, але у неї вже є чоловік — сержант.

## У ролях
- Гарольд Ллойд
- Снуб Поллард
- Бібі Данієлс
- Гас Леонард
- В. Л. Адамс
- Семмі Брукс
- Чарльз Стівенсон